# بوينت كلير (كيبك)
بوينت كلير، كيبك (بالإنجليزية: Pointe-Claire)‏ هي مدينة كندية تقع في مقاطعة كيبك. تبلغ مساحة هذه المدينة 18.8779 (كم²)، ويبلغ عدد سكانها 30161 نسمة حسب إحصاء سنة 2006 م، بينما كان يسكنها 29286 نسمة في سنة 2001 م. تحتل هذه المدينة المرتبة رقم 134 بين مدن كندا حسب عدد السكان والمرتبة رقم 33 في المقاطعة. النمو سكاني في هذه المدينة يقدر بـ(3).

## أعلام
- روبرت نايلور
- ريكي مابي
- كريستين روبنسون
- بيلي بيل
- مارك بوالو
- جيف وليامز
- رونالد جون بيكر

## وصلات خارجية
- الأطلس الحكومي لكندا
- إحصاءات كندا مع ساعة تعداد السكان